# BEASTARS
“BEASTARS”為日本漫畫家板垣巴留所繪製的日本漫畫作品。於2016年9月8日出版週刊少年Champion上開始連載。2018年連獲漫畫大賞等重要獎項，2021年3月發行量突破600萬冊。
2019年2月宣布電視動畫化，由Orange製作动画，同年10月開始播放動畫。
板垣巴留曾於週刊少年Champion連載的“BEAST COMPLEX”獲得相當好評故推出同樣由擬人化動物做為角色的“BEASTARS”。
這個作品以擬人化動物角色與高中校園生活為背景，藉由物種之間的關係以及模擬現代社會的方式，詮釋一個表面上平靜但充滿著爭執和矛盾等等面向的人性化世界。內容不僅描繪了跨越種族的友誼和愛情，也凸顯出角色與周圍環境的對立及互動。

## 故事簡介
在草食動物和肉食動物共存的世界，初高中直升寄宿制的切里頓（CHERRYTON/チェリートン）學院中，一名叫提姆的羊駝被咬殺－－這是這個世界最大的禁忌，也是兩種族間無法跨越的溝壑；同屬戲劇社，心思細膩卻沉默寡言的青年狼雷格西卻被懷疑是犯人……
這樣的他和各種動物相遇交際，展開了一場充滿著青春活力的動物群像劇，同時在命運交錯的發展下， 雷格西逐步走上成為BEASTAR的英雄之路。

## 登場人物

### 主要角色
雷格西（聲：小林親弘（日本）、 陳樂文/曹啟謙（香港）翟巍（中国））
本作主要男主角。雄性的混血大灰狼（有四分之一科莫多巨蜥的血統），17→18歲，4月9日出生，牡羊座。
血型O型，身高187公分，體重77公斤。
喜歡哈魯。
現於一間拉麵店工作，居於伏獸公寓504室。
登場時就讀切里頓學院高中部二年級，戲劇社宣傳美術組成員，負責燈光及照明，後期練就肉搏戰，有一定水準的格鬥技術。
曾因一次肉食動物的掠食本能發作，差點吃掉碰巧路過的侏儒兔（哈魯），清醒之後對其充滿愧疚，並開始會在意起對方的一舉一動。
在結束隕石祭的前置準備後，被同學帶著進入黑市，不願食肉卻因無法控制食肉慾望不支倒地，後誤被豪彬當成肉食成癮病患抓進醫院進行矯正。
曾被豪彬質疑自己會在意哈魯是因為肉食動物的本能，把「喜歡」跟「對草食動物的食慾」搞混，自己對此也一度產生懷疑，直到看見哈魯跟路易之間的曖昧互動之後產生了強烈醋勁，才發覺自己真的是「喜歡」哈魯。
隕石祭期間，在發現哈魯失蹤之後，進入黑市打聽其行蹤，為了拯救哈魯伙同豪彬一同前往獅子組據點，成功救出哈魯。後因錯過終班電車無法回宿，與哈魯一起外宿，並向其坦白曾經誤傷對方一事。
在隕石祭的點燈儀式中拒絕了茱諾的示愛，並追上爬向高地的哈魯向其告白，承諾要變得足以控制肉食本能的強大，帶給哈魯幸福。
在學校保安陸睦的慫恿之下，私下進行凶殺案的調查，曾因此事遭遇兇手但差點在不明正體的情況下被殺死，而後決定拜豪彬為師，開始了專門針對食肉動物軍隊的地獄訓練，最後發現兇手是偽裝成溫和善良人士的利茲。
在基維斷手事件中，於保健室前和利茲攤牌對峙，由於對方仗著高大的身材威脅雷格西，在千鈞一髮之際洽巧被送書包來的新入社員比納撞見並巧妙化解危機。
曾在學校淋浴室和利茲大打出手，後約定在除夕夜進行決戰。決戰日當天一度被打到瀕臨昏迷，後來和趕來的路易一起暫時逃離戰場，並吃掉路易自願獻上的腳作為「肉食」來完成決鬥，最終透過兩人之間的羈絆成功動搖利茲，後來和利茲一起被趕來現場的警察逮捕，因為吃了路易的腳一事，因此有了食肉前科，被告知無法與草食動物結婚，一度差點窒息。
在食殺犯事件結束後，覺悟了強大的真正意義，而毅然決然地退學。現今於一間拉麵店工作，居於伏獸公寓504室。
18歲生日時與前來替自己慶生的哈魯約會，並告知哈魯自己的近況。在哈魯的要求下，陪同對方前往黑市以及裡面的兔肉店。因考量到自己當前的經濟能力以及不能與草食動物結婚的食肉前科，認為自己尚沒資格與對方親吻，該想法被哈魯吐槽「太過沉重」。
偶然一次在哈魯家門前被哈魯的父親撞見，受對方邀請到哈魯家吃飯，因為表現誠懇有禮，最終獲得哈魯父親的好感，並表示下次會準備更大的筷子給雷格西。
接受雅夫亞的提議，以「幫忙抓住罪犯梅洛」換取「跟草食動物結婚的資格」，與雅夫亞一同潛入假面晚會會場，在找到梅洛並將其銬住後，被通曉心理學的梅洛利用並解開了手銬，在離開了地下假面晚會後遭到對方槍擊，起死回生後繼續依雅夫亞所提供的線索繼續搜索梅洛。同時也因梅洛一事，開始思考因異種婚姻以及異種混血的孩子所要面對的社會阻礙，為此困擾不已。
為追查梅洛跑到刺青店，為偷聽樹懶刺青師賀爾加緩慢重述與梅洛的對話內容，只好充當客人，由於對刺青沒想法，就讓刺青師在手臂上刺當天的日期。隨後根據對話線索來到海邊，被梅洛埋伏且被擊穿左耳、綑綁丟進海裡，因沙古瓦教的「魔法咒語(實際上是海洋語的「我和斑海豹是朋友」)」而被路過的鯊魚救起，從而獲得獅子組的認同。後與路易、獅子組等動物一同討伐梅洛，為蒐集關於梅洛的情報，一同到「貓屎咖啡」組織進行情報交易，得知更多關於混血動物與梅洛的訊息。
讓來訪的哈魯留宿，隔天早上看見哈魯打翻在床上的番茄汁，當下誤以為是自己在失控之下吃掉哈魯留下來的血跡，嚇到全身毛髮變白，變成一隻白狼。後來在哈魯解開誤會之後，遂發覺哈魯即便獨自承擔著「不知道什麼時候會被自己吃掉」的風險，也在努力維持跟自己的關係，大受感動，從此下定決心要突破各種阻礙，也一定要跟哈魯共組幸福的家庭，同時決意即刻追討梅洛，以完成跟雅夫亞「換取跟草食動物結婚資格」的協議。
其行事風格和個性，被比納和路易說是「令人難以放心的前(後)輩」。曾被路易吐槽過是「任何時刻都能天然呆」的對象。
角色名稱參考了美籍匈牙利裔演員貝拉·洛戈西，面部參考了法國演員馬修·亞瑪希，外在性格特質則是參考了日本演員松山研一。
哈魯／春（聲：千本木彩花（日本）、 賴芸芬（香港）赵薇（中国））
本作主要女主角。雌性的侏儒兔，18→19歲，10月19日出生，天秤座。
血型O型。身高105公分，體重15公斤。
最初心儀路易，後來喜歡雷格西。
登場時就讀切里頓學院高中部三年級，園藝社社長兼唯一的社員。現為植物學大一生。
由於侏儒兔的外表與體型的緣故，從小飽受他人總是用看待弱小的眼光，因此長期討厭弱小的自己。在遇到雷格西以前，認為自己唯有在床上，才能擁有超脫種族強弱、體型差距的平等，所以經常接受雄性動物的追求，但也因為其不挑對象的性格，被雌性同學認為是假掰女，在學校飽受霸凌。
一次偶然遇見滿頭是血、正臨脫角時期的路易，幫其包紮傷口時因看見了對方的脆弱，因而與內心長久以來的脆弱感導致彼此產生共鳴，自此展開過一段親密關係。在相處時，面對表示要為園藝社出錢來幫助自己的路易，以「不要給我錢，給我愛」回絕金援，被對方以「為了家族傳承，早已有未婚妻」來回應，表情因而顯得落寞。
在公演前一天夜晚撞見在體育館門口把風的雷格西，因對方無法控制欲望而差點殺死自己，後來遭到干擾而得以逃脫，僅有手臂被抓傷。幾天後再度遇見為了裝飾拱門而來的雷格西，因尚不知抓傷自己的兇手就是對方，所以將雷格西隱晦的態度(事實上對方是充滿歉意而感到尷尬)誤以為雷格西是跟其他雄性動物一樣，只是想來找自己求歡，因此在對方面前脫衣，不料換來雷格西慌張得逃跑，自此開始對雷格西有了深刻的印象。
面對雷格西對於自己「不要隨便把自己送出去」的勸戒，認為對方無法明白身為經常與死亡擦肩而過的動物那種需要擔心「在還沒有被愛之前就突然被吃掉」的心情而與對方發生爭執，後因被路人誤以為自己被雷格西騷擾而一度中斷談話，兩人一起逃開警方追擊。後來在公園與雷格西分享自己某次面對肉食動物瀕臨死亡的經驗（尚未得知對方就是雷格西）並告訴雷格西很慶幸到時自己可以活下來。
在與雷格西相處時，漸漸猜到當初傷害自己的就是雷格西，但因為覺得跟雷格西相處很愉快，所以一直沒有戳破對方。
在隕石季前夕被獅子組抓走，曾奮力抵抗，在被獅子咬殺之際由雷格西拚命救回。由於戰鬥結束後兩人沒有趕上終班電車，與雷格西在旅館過夜，也與雷格西互相坦白抓傷一事，並在此事件之後，除了知道雷格西的心意，也發現雷格西是唯一認同自己、不是以「弱小動物」看待自己的對象，自此漸漸發覺自己真正的感情。
在隕石季夜晚正式被雷格西告白，雖沒有直接表態接受，但表示願意等對方「變得強大到不再輸給肉食本能與社會，並帶給妳幸福」的承諾。
在路易休學加入黑市後，因不知其行蹤而對此耿耿於懷，在雷格西的告知下得知路易的事情。在茱諾的建議下打電話給路易，被對方拒接。
一度認為草食與肉食動物相戀是個痛苦的，常常要擔心肉食動物本能發作所帶來的不安與危險，但在後來在雷格西18歲生日時，為了更瞭解關於對方的事情，要求雷格西陪自己去黑市以及裡面的兔肉店，發現自己對於雷格西的信任與依賴，早已遠超於對肉食世界的害怕，自此更堅定自己的心意。對雷格西吃掉路易的腳一事，表示「尊重他們之間的友情」。
目前就讀大學，因為跟梅洛有所接觸，意外成為對方生平第一次「想要吃掉的對象」。
路易（聲：小野友樹／田村睦心（童年）（日本）、 黃宗澤／賴芸芬（童年）（香港）吳文民／赵薇（童年）（中国））
本作第二男主角。雄性的紅鹿，18→19歲，3月29日出生，牡羊座。
血型A型。身高172公分﹙不計角﹚，體重53公斤。
和哈魯維持過一段時間的親密關係。
登場時就讀切里頓學院高中部三年級，戲劇社副社長，也是演員組組長。飾演戲劇社年度大劇"阿德勒"的主角，是社團的重要支柱，也是校園的風雲人物。
有著不為人知的黑歷史，在年幼時曾被黑市裡的食肉動物飼養作為活餌，右腳底寫有記號，直到五歲時才被大財團以培育繼承人為目的收養，擅長使用手槍，槍術已到了一定水準。
為培育新人快速替代死去的提姆的角色，在出演前幾天夥同雷格西潛入校內體育館，不料為了保護新人扭傷腳踝，在公演第一天表演結束後不支倒地，指定比爾做為自己的替代者，在比爾和雷格西差點將表演搞砸時出現救場，一度想讓兩人退社。
曾因鹿角脫落而借住在園藝社的休息室，因自己的脆弱面被哈魯識出，情不自禁想要吻哈魯，最終雙方因彼此內心的脆弱而產生共鳴，自此展開一段親密關係。在與哈魯相處時，表示願意出錢贊助哈魯的園藝社，但對方以「不要給我錢，給我愛」回絕，對於哈魯的這番話，以「為了家族傳承，早已有未婚妻」來回應。某次在和哈魯相處時，曾被來找哈魯的雷格西撞見過，但並沒有向雷格西坦承自己跟哈魯的關係。
在哈魯被獅子組擄走的事件中，因自己黑暗的過去被市長當作把柄而只能眼睜睜的看著雷格西去救人，但最後依然獨自前往現場，暗中保護哈魯離開，並且射殺了前獅子組老大，被隨後趕來的獅子組發現。由於當時認為自己已經失去了名譽、自豪以及哈魯，萬念俱灰之下要求獅子組吃掉自己，不料如此果敢行為卻被獅子組成員伊布奇欣賞，被對方邀請擔任新的獅子組老大，最終通過考驗加入獅子組，成為黑社會首領。自此決定改變黑市的生態，並且一度決定和學校內的一切及養父斷絕聯繫；因撞見雷格西買肉而誤會其墮落到去黑市買草食動物的肉吃，但事實是當時雷格西正為了戒斷肉食本能修行著。
與獅子組組員相處的過程中，逐漸接納伊布奇的真心，得知了他的過去與自己類似，之後成為了酒友，並且漸漸發覺自己長期以來對肉食動物抱有好感，也從而有了「想要改變過往的活法」的想法，因此拒接哈魯的電話，作為告別以往弱小的自己，但私底下仍會關心哈魯。
後因決定要去幫助雷格西而向伊布奇提出退出獅子組，在差點被伊布奇吃掉之際，被早已由伊布奇所安排的菲利所救，自此對於伊布奇的過世一直深感後悔，面對養父奧古瑪時，才了解自己的內心早已視伊布奇如同父親般的存在。
在除夕夜和雷格西的深度交談打動了他的內心，此時又想起伊布奇的背影，也不再對著雷格西面前扮演冷漠的形象，並且為了讓雷格西戰勝利茲，就將寫有活餌數字記號的右腳獻給了雷格西當作肉食，讓雷格西幫自己破除長年以來的心靈詛咒，一度因失血過多昏迷。
即使退出了獅子組仍會不知不覺繞路走到黑市附近去，因為看到和伊布奇外型相似的多魯夫而追了過去，意外與獅子組再度重逢，而後受到菲利等人的掩護下逃離新獅子組老大梅洛的勢力範圍。
在食殺犯事件結束不久後穿上義肢再度回歸校園，畢業典禮當天，在食殺現場獻花後被茱諾強吻示愛，以異種族戀愛的不確定性拒絕了。後來仍經常會與茱諾來往，被其持續激烈追求而感到困擾，會以種種方式刻意言語傷害茱諾，希望對方能遠離自己，以免在未來受到社會歧視。但之後與未婚妻的相處似乎也並不順利，在與對方親熱之時受到一旁電視所播放的「草肉食動物需要保持距離」的宣導影響，因為內心對該內容感到抗拒，最後當場在對方面前嘔吐。在此事件之後一度被養父懷疑是否討厭女性或雌鹿。
在未婚妻事件之後，為求內心慰藉以及想跟獅子組待在一起，而答應再一次率領獅子組討伐梅洛。從雷格西與獅子組等動物得到梅洛的情報後，率領一群動物前往組織「貓屎咖啡」打探關於梅洛的消息。事後因體諒獅子組與雷格西喝了貓屎咖啡產生的食肉慾望，率先離場表示方便讓獅子組跟雷格西去進食。幾天之後發現獅子組失去聯絡，擔心之下決定再入黑市了解獅子組的情況。
茱諾（聲：種崎敦美）
本作第二女主角。雌性的大灰狼，16→17歲，2月12日出生，水瓶座。
血型AB型。身高170公分，體重51公斤，毛色為朱紅色。
最初心儀雷格西，後來喜歡路易。
登場時就讀切里頓學院高中部一年級，戲劇社演員組組員。
在學校被同學霸凌時，被同為大灰狼的雷格西救起，在之後的相處中漸漸產生情愫。
在隕石祭時利用雷格西救出哈魯這件事，企圖將學校風氣導向對肉食動物有利，在對雷格西告白後遭到拒絕。
一度對哈魯充滿敵意，但多次與哈魯相處後，表示自己也會被哈魯的可愛之處吸引。
因路易的休學而失去了競爭對手，透過他人打聽到路易在黑市出沒，在和路易交心後決心要加倍努力。
喜歡路易之後，會去找戀愛對象同樣是草食動物的雷格西訴說感情煩惱，請教對方如何在戀愛與食慾之間控制自己。
在路易休學後，因其潛力被選上戲劇「阿德勒」的主角死神阿德勒，另一主角則由比納獲選。
既使之前對路易告白後遭拒絕，依舊喜歡著路易，爾後積極對路易展開追求。
雅夫亞（聲：三木真一郎）
雄性馬，現已51歲。
現任壯獸BEASTAR，與戈查不僅是警界上的同事，更是生死之交。
在一場案件中與戈查一同救了一隻雌性大灰狼，沒想到會是戈查未來的妻子，也因此戈查為了家庭而放棄與他一同成為「BEASTARS」的夢想（因為是兩人同時成為BEASTAR，所以字尾加上S）。
對於戈查放棄夢想一事有著扭曲的執著，認為自己的老搭檔丟下了他，讓他孤獨守護城市26年，直到與戈查再次相遇後，確信了戈查對於自己的選擇沒有後悔，於是這份執著被轉移到了雷格西的身上。之後以試探的方式，想讓雷格西下跪道歉就能成功報復戈查，不料卻反被雷格西指責，而從雷格西身上看見了他能繼承戈查意志的可能性。
在派出手下跟蹤雷格西後，得知雷格西和哈魯的關係，以此向雷格西提出「可以幫忙恢復其與草食動物的結婚資格」的條件來要求對方協助自己。
在決定獨自調查梅洛一案前，便發覺肉體的老化導致工作越發困難，因此有了尋找繼承人的想法，而想到了雷格西。他遂以3000萬圓的酬金和消除前科為誘餌，找到雷格西並表示希望他幫忙解決案件。
與雷格西一同進行假面舞會的調查時給予特殊的考驗，暗示雷格西在異種族之間的產物有曖昧不明的善惡觀，要雷格西親眼去見識，卻因誤判而使雷格西一度陷入生死交關；之後因此事而被戈查揍了一拳。
已決定不再讓雷格西偵辦梅洛一案，但後者堅持不肯，於是採取放任態度。即使如此，內心還是很希望雷格西能破案，使他藉此成為下一任BEASTAR繼承者。
戈查（聲：千葉繁）
雄性科莫多巨蜥，雷格西的外祖父。
曾經為僱傭兵，參與過草肉食戰爭並存活下來，後當上警官，戰鬥實力非比尋常。
曾有過成為BEASTAR的資格，卻因為與雷格西的祖母相戀而中途退出，後來為了撫養外孫雷格西而隱忍多年的社會歧視。
曾教雷格西把零用錢藏在鞋子裡當救命錢，以備不時之需。
會因為街坊鄰居無意碰到自己的物品而緊張，時常擔心自己的毒液傷害到無辜的動物。
與雷格西重逢後發現自己的孫子已經可以保護自己，於是決定教雷格西何謂「和平主義」的真諦。
梅洛／蜜瓜
雄性，24歲，為豹和瞪羚的混血兒，即為草肉食動物的混血種。
同時有瞪羚的角和豹的尖牙兩項動物特徵，嗅覺敏銳，有歷史博士學位。從小因為有草食跟肉食動物的兩種特徵，變成許多肉食同儕欺負的對象。
因草肉食混血的關係，故先天有味覺障礙，缺乏食欲以及性慾的本能，因此長期對這兩種感知抱持強烈嚮往與好奇，也會羨慕其他肉食動物努力克制食欲本能之後大快朵頤的樣子。為了瞭解何謂「美味」，經常通過很多暴力手段來食殺動物，但因每次都只能吃到沙子的味道，所以平常就以痛覺與暴力當作得到快樂的手段。
本身身形也因為缺乏食慾而顯得纖瘦，將「肉食食欲與進食的快樂」比喻為「男女相愛之情與性愛的快樂」。
有多重身分，表面上在哈魯的大學當臨時歷史科講師，以便獲取更多味覺資源上的情報，同時也是在路易之後的新獅子組老大。
曾偽裝成大象的心理醫生來獵取象牙，擅長找到他人心中的弱點加以利用，進而殺死許多動物，被警方視為危險的高智商殺獸犯。
曾經在地下假面晚會中被雷格西和雅夫亞兩人組抓到，但卻巧心設計利用雷格西的心理弱點說服雷格西解下手銬，在開槍射擊雷格西後逃回黑市。曾因比預定行程提早回來，差點發現獅子組成員將路易帶回據點這件事，後來被米古爾用路易脫落的鹿角瞞騙過去。
之後經常與追蹤自己的雷格西打鬥，不過每次都能順利用計逃脫。
因為是混血獸的緣故，瞪羚的外表隨著年紀漸漸出現豹的斑紋。每當發現有新的斑紋出現時，會去找刺青師樹懶賀爾加將有豹斑紋的地方刺上哈密瓜葉子的圖案掩蓋。
以臨時歷史科講師的身分意外與哈魯接觸之後，生平第一次出現「想要吃掉、而非殺掉對方」的念頭。在得知哈魯有心上人的時候，拿美工刀當場自殘，發覺比起身體的痛覺，心裡的痛覺更痛，隨後被路人帶去處理傷口。

### 切里頓學院

#### 戲劇社
薩努（聲：落合福嗣）
雄性鵜鶘。
切里頓學院高中部三年級→已畢業。
戲劇社社長。

#### 演員組
路易（聲：小野友樹）
雄性紅鹿。
切里頓學院高中部三年級→休學→畢業。現大學一年級。
戲劇社副社長兼演員組組長。
詳情請見主要角色。
比爾（聲：虎島貴明）
雄性孟加拉虎。
切里頓學院高中部二年級→三年級。
自稱戲劇社陽光角色，但道德觀薄弱(有自己的底線)，曾被路易指責這點，屢次與雷格西意見不合經常吵架，因價值觀的不同而迫使雷格西在舞台上與他大打出手，但與雷格西的關係一直都是朋友(損友)。
不擅長話術，時常由奧巴來解釋他的想法，但後期對於雷格西的也是漸漸了解其為人，對於人際之間的處事粗枝大葉，但急公好義，必要時會拔刀相助，關鍵時刻都會保護好身為草食動物的同學。
路易等學長逐一離開社團後，因路易親自推薦，接任戲劇社社長一職，而奧巴對此事感到不可思議。
奧巴／青葉（聲：兼政郁人）
雄性白頭海鵰。
切里頓學院高中部二年級→三年級。
性格和善，重視社團內的同伴，面對是非對錯時能夠遵循自己的原則做出判斷和選擇。
逹奧（聲：小林直人）
雄性黑豹。
切里頓學院高中部二年級→三年級。
進行伸展體操時意外扯斷基維的手臂，本人對此感到愧疚不已，後因為基維的話語再度重拾信心，兩人已再度和好。
比納（聲：梶裕貴）
雄性大角羊。
切里頓學院高中部一年級→二年級，12月27日出生。
血型B型，身高174公分，體重55公斤。
看似言談輕浮，實則有過人一等的圓滑處事智慧，在入社時刻意以發表的曖昧言論引起大多數肉食部員不滿，藉此試探環境與部員底細。
在基維斷手事件中，幫忙跑腿送書包時撞上了正在對峙的雷格西與利茲，並巧妙的化解了危機。
擁有超高的分析能力與說服話術，膽識過人，面對利茲還能使其無法招架，之後多次幫雷格西解圍，也理解了雷格西的為人。
桃花運極強，跟眾多女性交往，但不擅長記名字而屢次在調情的過程中被其他女性抓包。
在路易休學後，當選下一屆的戲劇「阿德勒」中的另一主角。因遭到利茲恐嚇滅口，在排練的過程中以融入劇本台詞的情感，藉此警告利茲並不畏懼他。並在除夕雷格西與利茲約戰前，刻意前去套口風，意圖錄下影像卻反被利茲發現，利用他的血企圖激怒雷格西。
角色名稱取源於德國舞蹈家碧娜·鮑許。
艾蓮（聲：大内茜）
雌性斑馬。
切里頓學院高中部二年級→三年級。
性格剛強，說話直爽，可以面無懼色地與比爾等肉食動物發生爭吵。
有話直說的個性很容易讓她說出一些傷人的話(特別是針對肉食動物)，儘管並無惡意。
提姆（聲：大塚剛央）
雄性羊駝。
暗戀艾路絲，因為害羞遲遲沒能送出情書，僅雷格西一人知情。
遭到好友利茲殺害。過身後由雷格西代為交送生前的情書給艾路絲。有寫日記的習慣，相當篇幅都是與艾路絲互動的記錄，少部份文字透露出死前一段時間曾與某個肉食動物有較密切的交流。
佐伊（聲：室元氣）
雄性山羊。
提姆過世後，接替提姆在「阿德勒」中飾演的角色。
茱諾（聲：種崎敦美）
雌性灰狼。
切里頓學院高中部一年級→二年級。
詳情請見主要角色。

##### 舞蹈組
希拉（聲：原優子）
雌性的獵豹。
切里頓學院高中部三年級→已畢業。
戲劇社舞蹈組組長。
十四歲時因為沒錢而在「肉食動物俱樂部」打工，後被戲劇社挖角。
對於同學在社交媒體上發草食及肉食動物的合照這一行為相當反感，認為這只是為了博取關注的行為，不是應該對朋友做的事。
艾路絲（聲：渡部紗弓）
雌性的綿羊。
切里頓學院高中部二年級→三年級。
一度誤以為雷格西想襲擊自己，但雷格西其實是想把提姆沒能送出去的情書交給自己。
因學校打算實行草肉食分離制這一政策而導致必須廢除社團時，對著贊同此一政策的比爾大發雷霆，因此喚起了比爾的真心，於是比爾立刻拉著她一同抗議政策。

##### 美術組
多姆（聲：室元氣）
雄性孔雀。
切里頓學院高中部三年級→已畢業。
戲劇社美術組組長。
雷格西（聲：小林親弘（日本）、陳樂文/曹啟謙（香港）翟巍（中国））
雄性灰狼。
切里頓學院高中部二年級→退學。
負責燈光和照明。
詳情請見主要角色。
凱（聲：岡本信彦）
雄性獴，被鬣狗養大。
切里頓學院高中部二年級→三年級。
負責燈光和照明。
原演員組成員，一度以為提姆死後能接替其角色，結果因過去兩次失誤而被路易調到美術組。
自尊心強烈，但內心其實十分單純直率，表裡如一。
基維（聲：井口祐一）
雄性食蟻獸。
切里頓學院高中部二年級→三年級。
負責演員衣裝。
和達奧進行伸展體操時，被意外扯斷右臂。
斷臂當下，因極度害怕肉食動物，不願讓奧巴送去醫務室，但表示「雷格西的話，可以」。
達奧來探望時，主動要求他觸摸受傷的右臂，並用恢復知覺的手指回握，表現出願意原諒的心胸與堅定的友情。
法吉（聲：榎木淳彌）
雄性小熊貓。
切里頓學院高中部二年級→三年級。
負責演員衣裝。
杜倫佛（聲：城岡祐介）
雄性河馬。
負責道具。
米娜
雌性長頸鹿。
負責道具。
患有密集恐懼症。
莫蘿
雌性犀牛。
負責道具。

##### 音響組
摩奇吉／茂吉
雄性獾。
切里頓學院高中部三年級→已畢業。
音響組組長。
里茲（聲：白熊寬嗣）
雄性棕熊。
切里頓學院高中部二年級→入獄。
外觀有如無害的玩偶熊，提姆的同班同學。
身高超過兩公尺的熊科動物在成年前都需要服用肌肉抑制藥，以降低其天生過於強大的肌肉力量以免誤傷他人。但藥物的副作用會使得服用者產生難受的不適感，一般只能透過忍耐與服用蜂蜜減緩。利茲深受藥物副作用的折磨，同時也有著壓抑自我的自卑感，但在與提姆的交流後，兩人的友誼讓利茲舒緩了本來一直困擾他不適感。
殺死提姆的兇手。原本想讓提姆接受真正的自己而停止服用肌肉抑制藥，卻讓提姆感到恐懼而逃跑，最終失控殺害提姆。事後自行把記憶美化，將提姆的死幻想成因接受真實的他而獻身，有精神異常的現象。
最後與雷格西展開激戰後被打倒，接著被說服，在良心驅使下坦承自己的過錯，卻被趕來的警察逮捕入獄。

#### 宣傳部
部長（聲：井口祐一）
雄性黑鼠。
宣傳部部長。
性格急躁，經常因為部員們找回來的成果不如預期而將他們罵得狗血淋頭，但在部員眼中卻覺得這樣的部長很可愛。
部員A（聲：落合福嗣）
雄性大象。
部員B（聲：小林直人）
雄性水牛。
部員C（聲：室元気）
雄性鬣蜥。
部員D（聲：渡部紗弓）
雌性鼯鼠。
負責拍照與採訪工作。
部員E
部員F

#### 犬科宿舍701室的室友們
傑克（聲：榎木淳彌（日本）、 陳樂文（香港） 王源（中国））
雄性拉布拉多犬，17歲 5月3日出生。
血型O.D.型。身高167厘米，體重55公斤，左撇子。在校成績優異。
是和雷格西一起長大的知心青梅竹馬，於七歲時認識雷格西。
博斯（聲：下妻由幸）
雄性耳廓狐。
克洛（聲：大塚剛央（日本）、 陳樂文（香港）韩寒（中国））
雄性英國古代牧羊犬。
德拉姆（聲：小林直人）
雄性草原狼。
米古諾（聲：內田雄馬）
雄性斑鬣狗。

#### 其他
岡（聲：佐佐健太）
雄性西伯利亞虎。
切里頓學院的校長。
因學院很久沒出過BEASTAR候選人而被其他學院的校長奚落，一時口快說了時勢造英雄的一番言論，反被與會成員一致鼓掌通過「讓找到食殺案犯人的人成為BEASTAR候選人」這個結論，當下深感後悔。
洛克梅／六目（聲：鯨）
身上有六隻眼睛花紋的雌性響尾蛇，是學校的保安，出沒時尾巴會發出特別的聲響，但似乎只有雷格西聽得見。因為蛇沒有四肢而極少在人前出沒，被一些不明就裡的目擊者傳為具有六隻眼睛的動物，成為知名的校園怪談之一。暗中調查提姆食殺案的各種傳聞，但自認為可信度低、不足以鎖定犯人，而且告知他人反而會使思考狹隘，導致陷入膠著狀態。被雷格西先前的種種事蹟吸引，暗中觀察他的一舉一動，最後認可他的資質，因此委託雷格西找出真正的犯人。
舍監阿姨（聲：淺野麻由美）
雌性狒狒。
肉食動物宿舍男宿舍監。
對雷格西在晚點名時間尚未回宿及擅自在外與草食動物過夜一事大發雷霆。

### 伏獸公寓
賽芬（聲：折笠富美子）
雌性美麗諾羊，和雷格西是鄰居。
在體育用品公司就職，被叫作「拉姆（lamb羊肉的意思）」飽受職場欺凌。因在潛意識中有輕生念頭，經常故意搭上與肉食動物共乘的混種車廂，某次曾試著向剛好同樣在電車車廂內且站在眼前的雷格西發送「我想被你吃掉(拍臉頰3下)」的自殺訊息，被雷格西以「做出沒禮貌的行為」為由，在到達下一站後被推出車廂（實際上是被對方保護）。
在和雷格西外出時遇上欺凌她的同事，被雷格西解圍後感到氣忿，但之後越來越在意雷格西。
沙古瓦（聲：玄田哲章）
雄性斑海豹。
由於海豹的智商很高，是海洋生物當中相當受到尊敬的種族，有漂亮的海豹口音。
為了當上海洋語翻譯員而正在學習，因對海陸文化的認知及信仰的不適應而造成許多的小插曲和思想上的衝突。
對於生命的信念同其他海洋生物的一樣，認為萬物皆是「輪迴轉生」。
因為在海裡生活習慣早已全裸，不習慣陸上有穿衣服的習慣，因此在自己家且沒有異性時，會選擇全裸。曾對於雷格西提出想要送給自己的睡衣，欣然說NO。
因為珍惜與雷格西的友情，表示不希望雷格西死去，所以曾教雷格西在海中遇難時可以用上的「魔法咒語」，即海洋語的「我和斑海豹是朋友」，這句話會讓海洋生物們認知說話者是促進陸海發展的「有價值的生命」。事實上，雷格西在被梅洛抓住且被獅子組進海裡時，就是因這句話而獲救。
由於其對於海陸上文化差異的尊重與成熟的談吐，被雷格西稱是「相處起來就像是跟大海本身說話一樣」的對象。
菲娜
雌性沙鼠。
伏獸公寓602室居民。
因為小型動物在外出時很危險而僱佣有飛行執照的萊卡專門接送。
萊卡
雄性大鷲。
伏獸公寓602室居民。
自稱是菲娜養的小白臉。
艾比斯
雄性烏鴉，患有白化症。
伏獸公寓304室居民。
聲稱為防止被捕捉稀少種的團體抓走而每日不停鍛鍊。
木紀
雄性柴犬。
伏獸公寓202室居民。
日曆寫真偶像。
波格
雄性月牙熊。
伏獸公寓201室居民。
隱藏身份偽裝成兔子的作家，筆名「無花果」。
曾在外傳「BEAST COMPLEX」中出現，並提到有一位花栗鼠編輯。
歐根
英國中白豬。
伏獸公寓403室居民。
職業是標本師。

### 獅子組
為本作的無法地帶「黑市」中的強大黑社會組織之一，因有獅子市長的包庇而四處興風作浪，是極危險的組織，但經由路易成為該組織首領後，黑市的整體社會結構逐漸有所改變，食肉與草食動物的關係也逐漸走向和諧，低階層的動物也慢慢改善了貧窮現象，食肉動物也不再缺乏糧食，組織的走向對於裏社會來說是屬於正面的，但路易離開後該組織又走向了另一個極端。
伊布奇／伊吹（聲：楠大典）
獅子組成員，戴眼鏡，路易的副手兼親信，比起親信，更像是路易父親般的存在。
最初提議讓路易當老大，利用其草食動物身份改變獅子組的對外形象，但在相處的過程中對路易產生了友誼，知道路易的飲食只是在逞強，開始照顧他的身體。之後向路易坦誠曾經作為威怪藥素材的過往，使路易與他的心境更加接近，逐漸成了酒友兼摯友。路易答應他會好好吃蔬果，但路易希望他也能在自己面前吃他最喜歡的烤鹿肉排，以表示與其之間的誠實。
在除夕當天晚上，瞞著其他隨從帶著路易離開，在前往雷格西與利茲約定的決鬥地點途中得知路易要放棄當老大且退出獅子組，一心以軟硬兼施的方式說服路易，但沒有成功，而開始在車上對路易訴說自己的心聲，並表明是路易拯救了自己，也真心不希望路易就這樣離開，因為跟路易在一起使自己感到很幸福，路易也理解他是一個有情有義的動物。
最後實在沒辦法，只能按照黑社會的規矩辦，但他給路易一個機會，只要路易能對著自己開槍，做個了斷，那就讓他平安離開，但路易重視與自己的友情，猶豫且無法開槍，於是自己忍不住想對路易下手，想藉由生死關頭使路易對自己開槍，但後被趕來的菲利開槍射殺，據菲利所敘，他到死前都還一直認定他唯一的老大就只有路易一隻，而露出了安詳的笑容過世。
菲利（聲：木村昴）
獅子組成員，右眼有三道爪痕，路易的親信之一，30歲，起初瞧不起路易而被伊布奇警告，但相處的過程中也逐間被路易感化。
某天與伊布奇私下協定，從其手中得到一顆制裁子彈，一旦伊布奇想加害路易之時，希望由他藉由這顆子彈來了結自己，而之後他也實現了與伊布奇的約定，事後路易得知後感到後悔，但他勸路易不需要太過自責。
最後和路易定下了「一旦回來黑市被獅子組看到就會吃掉他」的約定，後來卻因私人情感破戒。
梅洛當上組織首領後的黑市管理風格讓他與其他成員逐漸心生不滿，在一次和路易的會面下，與其他成員一起懇求路易再次回來當首領卻遭到拒絕，即便如此仍決定和組員們一起幫助雷格西與路易聯手幹掉梅洛。
內心與伊布奇想得一樣，認為路易是再也找不到的一位好首領。
米古爾
獅子組成員，雷鬼頭，41歲。
打架很強，掩護過路易不被新任首領發現。
內心與伊布奇想得一樣，認為路易是再也找不到的一位好首領。
多魯夫
獅子組成員，鼻樑有X字狀傷疤，33歲。
在一次黑市愛肉日的地盤爭奪戰中慘遭梅洛刎頸倒地，後來被不明人士救活後，打算效忠梅洛。
阿加泰
獅子組成員，深色白斑，25→26歲。
獅子組最年輕的成員。
自述是為了反抗家中母親權威才逐漸走偏，和獅子組中的同夥都質疑「獅子是動物王者」這一理論。很崇拜多魯夫。
沙布
獅子組成員，蒙面巾的龐克頭，43歳。
獅子組最年長的成員。
多普
獅子組成員，麻呂眉，27歲。
擅長交涉。
皮諾
獅子組成員，30歲。
吉馬
獅子組成員，右眼黑斑的平頭，40歲。
非常熟悉黑市的大街小巷。

### 其他
奧古瑪（聲：堀内賢雄）
雄性紅鹿。
號角財團社長，路易的養父。
因不善言語表達，常透過贈送高檔或昂貴的物品表達對路易的關心。
以腦中的計算機計算出的價值做為為人處事的參考，唯獨對養子路易的價值計算是「錯誤」，這才在瀕死之際領悟到何為父愛。
在一次車禍意外中不幸身亡，享年47歲。
豪彬／剛兵（聲：大塚明夫 （日本）、周润发 （香港）王千源（中国））
雄性熊貓，雷格西的師父兼僱主。
黑市中的心理醫生，常在黑市裡巡邏打擊食肉成癮者，持有竹子製成的各種武器，例如步槍、弩、竹葉鞭等。曾誤解雷格西的心理情況，但很快便解開誤會。
為了導正黑市中食肉成癮者泛濫的亂象，拋棄了身為肉食動物的想法與傲慢、拼命鍛鍊自己後作為純粹的生命與食肉成癮者正面對峙並矯正之。
雖然常用暴力威脅和言行壓迫等非正規方式進行治療，但他其實擁有正規的醫生執照。
哈魯綁架事件發生後，接受了雷格西的求援，將獅子組的保鑣群打得體無完膚，成功救出哈魯。
在食殺破案事件中接受了雷格西的覺悟收其為徒，幫他展開一連串的地獄特訓。雷格西開始幫助他抓捕患者後也支付其相應的薪水，才透露他的工作受到許多醫生的讚許（甚至是崇拜）而獲得大量正當資助。
曾有妻兒但因工作過於危險而妻離子散，右眼失明且背上的毛已幾乎全禿。
在雷格西試圖潛入獅子組見路易時提供前妻的洋裝以變裝，在雷格西穿上後因致命性的不適合而閃過用竹弩斃掉他的想法。
雷格西與雅夫亞會晤後逃往豪彬的醫院求救，豪彬收容了他，也為他製作了假牙。
黑市走入歷史後，於大學醫院任職精神科醫師。
市長（聲：星野充昭）
雄性獅子。
表面上通情達理，其實城府極深。
為了給市民留下「獅子是善良的」這樣的印象，他曾在大學入學前拔出全部的牙齒做成假牙，全身花費400萬進行改造。
擔心市民會因為獅子組的行動而連帶影響其獅子形象而選擇對其惡行隱瞞。
以路易的過去做為威脅與條件逼他別對哈魯被抓走一事插手，也提醒路易如果事情曝光將會導致市區長久以來維持的和平與秩序陷入混亂。
被路易諷刺道：「即便怎麼改變自己的容貌與形象，您依舊是一隻不折不扣的雄獅」。
歌絲苿
雌性㺢㹢狓。
黑市中工作的脫衣舞舞娘。
蕾亞諾（聲：桑島法子）
雌性，大灰狼和科莫多巨蜥混血兒，雷格西的母親。有著看不出科莫多巨蜥特徵外表的漂亮大灰狼。
因為社會風氣而隱瞞自己是混血兒。
十九歲時身體開始長出鱗片，為趕在全身長出鱗片前生孩子而隨便在模特兒雜誌找對象。
因為無法忍受自己隨著年齡增長而變成半狼半巨蜥的怪異模樣，在雷格西12歲時自殺身亡，並且曾在雷格西瀕死之時出現與之面談。
玖
雌性兔子。
年幼時曾被黑市裡的食肉動物飼養，路易的活餌伙伴，右腳底寫有記號「9」。
目前於黑市鬥技場賺錢，有從正面制服雷格西的實力。
曾拜師於豪彬學習格鬥技巧，並且在和雷格西戰鬥的過程中幫助對方初步學會「幻想奇美拉(imaginary chimera)」這一格鬥法。
參
雄性駱馬。
年幼時曾被黑市裡的食肉動物飼養，路易的活餌伙伴，右腳底寫有記號「3」。
和玖一同在黑市鬥技場賺錢維生，能以肉眼看出對手的弱點。

## 用語
- BEASTAR

為beast+star的融合自創詞，是統領所有動物的稱號，一般由各學院推舉出「青獸BEASTAR」，在畢業後進行特殊培訓，最後再從中選出「壯獸BEASTAR」，現任的壯獸BEASTAR為雅夫亞。
- 黑市

由獅子組等黑幫組織把持，進行各種肉類與肉製品買賣的場所，被成年肉食動物（包括政府）廣泛默認，流通在此處的肉大部分由醫院或殯葬業者等秘密提供，當中也不乏各種原因而走投無路的自願「賣身」者，特種行業與非法勾當（如：剝皮、販賣活餌等）也都聚集於此，在這裡毫無法治可言，連肉食動物都不能掉以輕心，黑幫之間也會為了爭奪地盤上演火拼，但在這裡的居民、商家還是抱持著和平共處的理念生活在此。
- 獅子組

地下黑幫組織，成員全是獅子，不時抓捕草食動物作食用，現任市長為維護自己「善良獅子」形象而一直包庇獅子組，直到路易成為首領後，才將組織的名聲推向正面。組織原本有35隻獅子，現因種種緣故只剩下菲利等8名成員。
- 草肉食戰爭

發生於約一百年前的戰爭，當時為此而培育許多出新的品種，如：拉布拉多犬。
- 威怪藥

黑市裡使用各種藥材和肉食動物的部分身體作為材料的藥品，功效成疑。
- 骨肉麻藥

從黑市散佈出來的一種類毒品藥物，是由草食動物的骨粉或血液混合調製成的一種藥品，是為了吸引年輕肉食動物前往黑市購買肉的一種手段。
假扮成推銷員的黑市攤販曾試圖誘惑雷格西使用之，推銷員在被雷格西痛打一頓後，被趕到現場的警察拘捕。
- 生命動物

草肉食戰爭前肉食動物的稱呼。
- 自然動物

草肉食戰爭前草食動物的稱呼。

## 獲獎記錄
- 2018年「這本漫畫真厲害！」第二位[33][34][35][36][37]
- 2018年漫畫大賞第一名[2]
- 2018年講談社漫畫賞少年部門[38]
- 2018年手塚治虫文化賞新生賞[39]

## 出版書籍
| 冊數 | 秋田書店      | 秋田書店               | 東立出版社     | 東立出版社             |
| 冊數 | 發售日期      | ISBN                   | 發售日期       | ISBN                   |
| ---- | ------------- | ---------------------- | -------------- | ---------------------- |
| 1    | 2017年1月6日  | ISBN 978-4-253-22754-4 | 2018年8月1日   | ISBN 978-957-26-1379-5 |
| 2    | 2017年4月7日  | ISBN 978-4-253-22755-1 | 2018年11月8日  | ISBN 978-957-26-1380-1 |
| 3    | 2017年5月8日  | ISBN 978-4-253-22756-8 | 2018年12月27日 | ISBN 978-957-26-1381-8 |
| 4    | 2017年7月7日  | ISBN 978-4-253-22757-5 | 2019年1月24日  | ISBN 978-957-26-1382-5 |
| 5    | 2017年10月6日 | ISBN 978-4-253-22758-2 | 2019年2月25日  | ISBN 978-957-26-1383-2 |
| 6    | 2017年12月9日 | ISBN 978-4-253-22759-9 | 2019年3月28日  | ISBN 978-957-26-1384-9 |
| 7    | 2018年2月8日  | ISBN 978-4-253-22760-5 | 2019年4月26日  | ISBN 978-957-26-1385-6 |
| 8    | 2018年5月8日  | ISBN 978-4-253-22761-2 | 2019年5月24日  | ISBN 978-957-26-1386-3 |
| 9    | 2018年7月6日  | ISBN 978-4-253-22762-9 | 2019年6月26日  | ISBN 978-957-26-2586-6 |
| 10   | 2018年9月7日  | ISBN 978-4-253-22763-6 | 2019年7月22日  | ISBN 978-957-26-2587-3 |
| 11   | 2018年11月8日 | ISBN 978-4-253-22764-3 | 2019年8月16日  | ISBN 978-957-26-2588-0 |
| 12   | 2019年2月8日  | ISBN 978-4-253-22765-0 | 2019年9月19日  | ISBN 978-957-26-2999-4 |
| 13   | 2019年4月8日  | ISBN 978-4-253-22766-7 | 2019年10月21日 | ISBN 978-957-26-3456-1 |
| 14   | 2019年7月8日  | ISBN 978-4-253-22767-4 | 2019年12月19日 | ISBN 978-957-26-4340-2 |
| 15   | 2019年10月8日 | ISBN 978-4-253-22903-6 | 2020年1月14日  | ISBN 978-957-26-4341-9 |
| 16   | 2019年12月6日 | ISBN 978-4-253-22904-3 | 2020年2月17日  | ISBN 978-957-26-4667-0 |
| 17   | 2020年1月8日  | ISBN 978-4-253-22905-0 | 2020年5月7日   | ISBN 978-957-26-4766-0 |
| 18   | 2020年4月8日  | ISBN 978-4-253-22906-7 | 2020年7月6日   | ISBN 978-957-26-5142-1 |
| 19   | 2020年7月8日  | ISBN 978-4-253-22907-4 | 2020年10月16日 | ISBN 978-957-26-5603-7 |
| 20   | 2020年8月6日  | ISBN 978-4-253-22908-1 | 2020年12月28日 | ISBN 978-957-26-5724-9 |
| 21   | 2020年10月8日 | ISBN 978-4-253-22909-8 | 2021年1月28日  | ISBN 978-957-26-5973-1 |
| 22   | 2021年1月8日  | ISBN 978-4-253-22910-4 | 2021年7月12日  | ISBN 978-957-26-6412-4 |

## 電視動畫
2019年2月6日宣佈電視動畫化，於2019年10月9日在日本富士電視台播映及Netflix發佈。

### 製作人員
- 原作：板垣巴留
- 監督：松見真一
- 劇本：樋口七海
- 人物設定：大津直
- CG總監：井野元英二（日语：井野元英二）
- 美術監督：春日美波
- 色彩設計：橋本賢
- 攝影監督：古性史織
- 編集：植松淳一
- 音樂：神前曉（MONACA）
- 動畫製作：Orange
- 製作：BEASTARS製作委員會

### 主題曲
片頭曲
「Wild Side」（第1－12話）
作詞：Leo、Jua，作曲、編曲、主唱：ALI 广东话: Young Hysan  中文版：阿穆隆
第1話作片尾曲使用。
OP動畫製作公司為定格動畫工作室Dwarf。
「怪物」（第13－23話）
作詞、作曲、編曲：Ayase，主唱：YOASOBI 广东话: 李靜儀 (香港) 主唱：Super Girls 中文版：金子涵
片尾曲
「Le zoo」（第2、5、8、9話）
作詞：唐澤美帆，作曲、編曲：神前曉，主唱：YURiKA 广东话: 李靜儀 (香港) 主唱：Super Girls 中文版：金子涵
（第3、7、10話）
作詞：唐澤美帆，作曲、編曲：廣川惠一，主唱：YURiKA 广东话: 李靜儀 (香港) 主唱：Super Girls 中文版：金子涵
（第4、6、11話）
作詞：唐澤美帆，作曲、編曲：高橋邦幸，主唱：YURiKA
（第12話）
作詞：唐澤美帆，作曲、編曲：神前曉，主唱：YURiKA
「溫柔的彗星」（第14－23話）
作詞、作曲、編曲：Ayase，主唱：YOASOBI
第24話作片頭曲使用。
插曲
「Many Stories」（第1話）
作詞、主唱：Chica，作曲、編曲：神前曉
「A Tale of Moon」（第3、5、10話）
作詞：唐澤美帆，作曲、編曲：神前曉，主唱、譯詞：Chica
「The Sleeping Beauty -panorama-」（第12話）
作曲：Tchaikovsky,Pyotr

### 各話列表
| 話數   | 日文標題 | 中文標題                     | 劇本     | 分鏡               | 演出     | 作畫監督                 |
| 第1期  | 第1期    | 第1期                        | 第1期    | 第1期              | 第1期    | 第1期                    |
| ------ | -------- | ---------------------------- | -------- | ------------------ | -------- | ------------------------ |
| 第1話  |          | 滿月擇獸而明                 | 樋口七海 | 松見真一           | 松見真一 | 大津直                   |
| 第2話  |          | 學校的中心在庭園裡           | 樋口七海 | 下司泰弘 松見真一  | 下司泰弘 | 宮崎瞳                   |
| 第3話  |          | 灰狼的誕生時刻               | 樋口七海 | 荒川真嗣 松見真一  | 則座誠   | 千葉充                   |
| 第4話  |          | 你將聖杯一併浸脹             | 樋口七海 | 武藤健司           | 湯川敦之 | 宮崎瞳、千葉充           |
| 第5話  |          | 到了找到弄髒尾巴的理由的年紀 | 樋口七海 | 京極尚彥           | 下司泰弘 | 大津直                   |
| 第6話  |          | 映入眼簾的 是夢境還是現實    | 樋口七海 | 寸田篤志           | 則座誠   | 宮崎瞳                   |
| 第7話  |          | 制服和毛皮之下               | 樋口七海 | 荒川真嗣           | 山本健介 | 千葉充、宮崎瞳           |
| 第8話  |          | 就像牙線卡在犬齒上           | 樋口七海 | 下司泰弘           | 下司泰弘 | 宮崎瞳                   |
| 第9話  |          | 電梯頂層的戰慄               | 樋口七海 | 佐藤真二           | 則座誠   | 千葉充、宮崎瞳           |
| 第10話 |          | 絨毛、若要追至世界盡頭       | 樋口七海 | 寸田篤志           | 加藤大貴 | 宮崎瞳                   |
| 第11話 |          | 不斷前行 夏日的霓虹街道      | 樋口七海 | 石井俊匡           | 下司泰弘 | 千葉充、大石美繪、宮崎瞳 |
| 第12話 |          | 夏風的背影                   | 樋口七海 | 荒川真嗣           | 松見真一 | 宮崎瞳                   |
| 第2期  |          |                              |          |                    |          |                          |
| 第13話 |          | 幾度鈴響才能喚醒少年         | 樋口七海 | 荒川真嗣           | 大石美繪 | 宮崎瞳                   |
| 第14話 |          | 灰色警犬在奔跑               | 樋口七海 | 下司泰弘           | 下司泰弘 | 大石美繪                 |
| 第15話 |          | 讓這鉛灌滿喉嚨               | 樋口七海 | 則座誠             | 則座誠   | 宮崎瞳                   |
| 第16話 |          | 若是相依 絨毛便會糾纏不離    | 樋口七海 | 三原三千夫         | 加藤大貴 | 吉田雄一                 |
| 第17話 |          | 黑中之白純潔依舊             | 樋口七海 | 三原三千夫         | 大石美繪 | 大石美繪                 |
| 第18話 |          | 飛吧 破戒僧                  | 樋口七海 | 荒川真嗣           | 齋藤啟也 | 宮崎瞳                   |
| 第19話 |          | 浸蜜的回憶                   | 樋口七海 | 三原三千夫         | 渋谷亮介 | 吉田雄一                 |
| 第20話 |          | 沐浴光下後 笑看剪影錯        | 樋口七海 | 大石美絵           | 大石美絵 | 大石美絵                 |
| 第21話 |          | 破爛的電風扇                 | 樋口七海 | 三原三千夫         | 斎藤啓也 | 宮崎瞳                   |
| 第22話 |          | 主廚莫名的焦慮               | 樋口七海 | 川尻善昭           | 則座誠   | 吉田雄一                 |
| 第23話 |          | 你揮灑著鱗粉                 | 樋口七海 | 加藤道哉           | 加藤大貴 | 大石美絵                 |
| 第24話 |          | 革命的款待                   | 樋口七海 | 荒川眞嗣、松見真一 | 松見真一 | 宮崎瞳                   |

### 播放電視台
日本深夜動畫：下文記載的日本国内播放時間使用日本標準時間（UTC+9）表示。因為部分時間标识會採用30小时制，因此請留意这类超过24:00的时间，其實際播放時間為翌日清晨。
| 播放地區   | 播放電視台     | 播放日期                     | 播放時間（UTC+9）         | 所屬聯播網 | 備註                     |
| 第1期      | 第1期          | 第1期                        | 第1期                     | 第1期      | 第1期                    |
| ---------- | -------------- | ---------------------------- | ------------------------- | ---------- | ------------------------ |
| 關東廣域圈 | 富士電視台     | 2019年10月9日－12月25日      | 星期三 24時55分－25時25分 | 富士電視網 | 製作參加／「+Ultra」節目 |
| 福岡縣     | 西日本電視台   | 2019年10月9日－12月25日      | 星期三 25時55分－26時25分 | 富士電視網 |                          |
| 近畿廣域圈 | 關西電視台     | 2019年10月10日－12月26日     | 星期四 25時55分－26時25分 | 富士電視網 |                          |
| 中京廣域圈 | 東海電視台     | 2019年10月12日－12月28日     | 星期六 25時55分－26時25分 | 富士電視網 |                          |
| 北海道     | 北海道文化放送 | 2019年10月13日－12月29日     | 星期日 25時15分－25時45分 | 富士電視網 |                          |
| 日本全國   | BS富士         | 2019年10月16日－2020年1月1日 | 星期三 24時00分－24時30分 | 衛星電視   | 「ANIME GUILD」節目      |
| 第2期      |                |                              |                           |            |                          |
| 關東廣域圈 | 富士電視台     | 2021年1月6日－               | 星期三 24時55分－25時25分 | 富士電視網 | 製作參加／「+Ultra」節目 |
| 福岡縣     | 西日本電視台   | 2021年1月6日－               | 星期三 25時55分－26時25分 | 富士電視網 |                          |
| 近畿廣域圈 | 關西電視台     | 2021年1月7日－               | 星期四 25時55分－26時25分 | 富士電視網 |                          |
| 中京廣域圈 | 東海電視台     | 2021年1月9日－               | 星期六 25時55分－26時25分 | 富士電視網 |                          |
| 北海道     | 北海道文化放送 | 2021年1月10日－              | 星期日 25時10分－25時40分 | 富士電視網 |                          |
| 日本全國   | BS富士         | 2021年1月13日－              | 星期三 24時00分－24時30分 | 衛星電視   | 「ANIME GUILD」節目      |

### 藍光/DVD
| 卷數  | 發售日期      | 收錄話數       | 規格編號   | 規格編號   |
| 卷數  | 發售日期      | 收錄話數       | 藍光版     | DVD版      |
| 第1季 | 第1季         | 第1季          | 第1季      | 第1季      |
| ----- | ------------- | -------------- | ---------- | ---------- |
| 1     | 2020年3月18日 | 第1話－第3話   | TBR-29241D | TDV-29245D |
| 2     | 2020年4月15日 | 第4話－第6話   | TBR-29242D | TDV-29246D |
| 3     | 2020年5月20日 | 第7話－第9話   | TBR-29243D | TDV-29247D |
| 4     | 2020年6月17日 | 第10話－第12話 | TBR-29244D | TDV-29248D |
| 第2季 |               |                |            |            |
| 1     | 2021年6月23日 | 第13話-第15話  | TBR-31120D | TDV-31121D |
| 2     | 2021年7月21日 | 第16話-第18話  | TBR-31121D | TDV-31122D |
| 3     | 2021年8月18日 | 第19話-第21話  | TBR-31122D | TDV-31123D |
| 4     | 2021年9月22日 | 第22話-第24話  | TBR-31123D | TDV-31124D |

## 外部連結
- 秋田書店官方網頁 － BEASTARS（日語）
- BEASTARS官方的X（前Twitter）
- 電視動畫「BEASTARS」官方網頁（日語）
- 電視動畫「BEASTARS」的X（前Twitter）